# 光永隆志
光永 隆志（みつなが たかし、1982年6月22日 - ）は、日本の元俳優、モデル。福岡県の生まれ、愛知県出身。

## 来歴
1982年、福岡県行橋市にて生まれる。その後、愛知県名古屋市に移住。バグジーヒーローズクラブに所属していた。俳優・モデルとして活躍。船橋競馬場のナビゲーターもしていた。引退後は、株式会社光志代表。

## 人物
- 趣味：映画鑑賞(ヒューマン映画など）・サッカー
- 身長：184cm
- 靴のサイズ：27.5

家族
- 弟 - 光永房礼（ブラジリアン柔術選手）

## 出演

### テレビ
- 2009年 - 第56回日本テレビ盃(JpnII、1800メートル)」キャンペーン出演。審査員として参加[4][5]。

### CM・スチール
- CM『名鉄グループ』
- CM『ザ・グランドティアラ』
- スチール『積水ハウス シャーメゾンI.』
- スチール『TOYOTA「新型エスティマ」』
- 雑誌『東海Walker』

### YouTube CM
- 2018年 - 吉本坂46CM「泣かせてくれよ」
- 2019年
  - 吉本坂46CM「やる気のない愛をThank you!、今夜はええやん」（2ndシングル）[6]
  - 吉本坂46CM「不能ではいられない」（3rdシングル）[7]

### 映画作品
- 2010年 - 『最高でダメな男 築地編』[8]「かんからちん」 - 明彦役

### Vシネマ
- 『裏盃の軍団2』（原作:村上和彦、出演:中野英雄／松田一三／虎牙光揮／倉見誠／Koji／光永隆志／マコト／猪瀬孔明／森羅万象（ナレーション）／武蔵拳／山本竜二／小野進也／藤原喜明／加納竜／山本昌平）[9][10]
- 『裏盃の軍団3』[11]

### 台本
- 『ジャンク最凶極悪少年院』（製作/スターコーポレーション21、制作/メディア・ワークス、脚本/松平章全、監督/大月栄治、キャスト/浪岡一喜、虎牙光揮、KOJI、倉見誠、熊井幸平、光永隆志、安岡新八、皆川尚義、武尊、小山鉄平、ニック安藤、SUEKICHI、御木裕、鈴木みのる、武蔵拳）[12]